# Marcus Kann
Pour les articles homonymes, voir Kann.
Marcus (ou Markus) Kann (1820 à Vienne - 3 février 1886) est un joueur d'échecs autrichien.

## Kann et la défense Caro-Kann
Lors du quatrième congrès allemand d'échecs, disputé à Hambourg en mai 1885, Kann battit Jacques Mieses avec la défense Caro-Kann (variante d'avance, code ECO B12) en seulement 24 coups. Cette partie, disputée dans le « tournoi libre » (le Freie Turnier) du congrès, fut ajoutée au livre du tournoi :
1. e4 c6 2. d4 d5 3. e5 Ff5 4. Fd3 Fxd3 5. Dxd3 e6 6. f4 c5 7. c3 Cc6 8. Cf3 Db6 9. O-O Ch6 10. b3 cxd4 11. cxd4 Cf5 12. Fb2 Tc8 13. a3 Ccxd4 14. Cxd4 Fc5 15. Td1 Cxd4 16. Fxd4 Fxd4+ 17. Dxd4 Tc1
(voir diagramme)

|   | a | b | c | d | e | f | g | h |   |
| 8 | Roi noir sur case blanche e8 · Tour noire sur case noire h8 · Pion noir sur case noire a7 · Pion noir sur case blanche b7 · Pion noir sur case blanche f7 · Pion noir sur case noire g7 · Pion noir sur case blanche h7 · Dame noire sur case noire b6 · Pion noir sur case blanche e6 · Pion noir sur case blanche d5 · Pion blanc sur case noire e5 · Dame blanche sur case noire d4 · Pion blanc sur case noire f4 · Pion blanc sur case noire a3 · Pion blanc sur case blanche b3 · Pion blanc sur case blanche g2 · Pion blanc sur case noire h2 · Tour blanche sur case noire a1 · Cavalier blanc sur case blanche b1 · Tour noire sur case noire c1 · Tour blanche sur case blanche d1 · Roi blanc sur case noire g1 | Roi noir sur case blanche e8 · Tour noire sur case noire h8 · Pion noir sur case noire a7 · Pion noir sur case blanche b7 · Pion noir sur case blanche f7 · Pion noir sur case noire g7 · Pion noir sur case blanche h7 · Dame noire sur case noire b6 · Pion noir sur case blanche e6 · Pion noir sur case blanche d5 · Pion blanc sur case noire e5 · Dame blanche sur case noire d4 · Pion blanc sur case noire f4 · Pion blanc sur case noire a3 · Pion blanc sur case blanche b3 · Pion blanc sur case blanche g2 · Pion blanc sur case noire h2 · Tour blanche sur case noire a1 · Cavalier blanc sur case blanche b1 · Tour noire sur case noire c1 · Tour blanche sur case blanche d1 · Roi blanc sur case noire g1 | Roi noir sur case blanche e8 · Tour noire sur case noire h8 · Pion noir sur case noire a7 · Pion noir sur case blanche b7 · Pion noir sur case blanche f7 · Pion noir sur case noire g7 · Pion noir sur case blanche h7 · Dame noire sur case noire b6 · Pion noir sur case blanche e6 · Pion noir sur case blanche d5 · Pion blanc sur case noire e5 · Dame blanche sur case noire d4 · Pion blanc sur case noire f4 · Pion blanc sur case noire a3 · Pion blanc sur case blanche b3 · Pion blanc sur case blanche g2 · Pion blanc sur case noire h2 · Tour blanche sur case noire a1 · Cavalier blanc sur case blanche b1 · Tour noire sur case noire c1 · Tour blanche sur case blanche d1 · Roi blanc sur case noire g1 | Roi noir sur case blanche e8 · Tour noire sur case noire h8 · Pion noir sur case noire a7 · Pion noir sur case blanche b7 · Pion noir sur case blanche f7 · Pion noir sur case noire g7 · Pion noir sur case blanche h7 · Dame noire sur case noire b6 · Pion noir sur case blanche e6 · Pion noir sur case blanche d5 · Pion blanc sur case noire e5 · Dame blanche sur case noire d4 · Pion blanc sur case noire f4 · Pion blanc sur case noire a3 · Pion blanc sur case blanche b3 · Pion blanc sur case blanche g2 · Pion blanc sur case noire h2 · Tour blanche sur case noire a1 · Cavalier blanc sur case blanche b1 · Tour noire sur case noire c1 · Tour blanche sur case blanche d1 · Roi blanc sur case noire g1 | Roi noir sur case blanche e8 · Tour noire sur case noire h8 · Pion noir sur case noire a7 · Pion noir sur case blanche b7 · Pion noir sur case blanche f7 · Pion noir sur case noire g7 · Pion noir sur case blanche h7 · Dame noire sur case noire b6 · Pion noir sur case blanche e6 · Pion noir sur case blanche d5 · Pion blanc sur case noire e5 · Dame blanche sur case noire d4 · Pion blanc sur case noire f4 · Pion blanc sur case noire a3 · Pion blanc sur case blanche b3 · Pion blanc sur case blanche g2 · Pion blanc sur case noire h2 · Tour blanche sur case noire a1 · Cavalier blanc sur case blanche b1 · Tour noire sur case noire c1 · Tour blanche sur case blanche d1 · Roi blanc sur case noire g1 | Roi noir sur case blanche e8 · Tour noire sur case noire h8 · Pion noir sur case noire a7 · Pion noir sur case blanche b7 · Pion noir sur case blanche f7 · Pion noir sur case noire g7 · Pion noir sur case blanche h7 · Dame noire sur case noire b6 · Pion noir sur case blanche e6 · Pion noir sur case blanche d5 · Pion blanc sur case noire e5 · Dame blanche sur case noire d4 · Pion blanc sur case noire f4 · Pion blanc sur case noire a3 · Pion blanc sur case blanche b3 · Pion blanc sur case blanche g2 · Pion blanc sur case noire h2 · Tour blanche sur case noire a1 · Cavalier blanc sur case blanche b1 · Tour noire sur case noire c1 · Tour blanche sur case blanche d1 · Roi blanc sur case noire g1 | Roi noir sur case blanche e8 · Tour noire sur case noire h8 · Pion noir sur case noire a7 · Pion noir sur case blanche b7 · Pion noir sur case blanche f7 · Pion noir sur case noire g7 · Pion noir sur case blanche h7 · Dame noire sur case noire b6 · Pion noir sur case blanche e6 · Pion noir sur case blanche d5 · Pion blanc sur case noire e5 · Dame blanche sur case noire d4 · Pion blanc sur case noire f4 · Pion blanc sur case noire a3 · Pion blanc sur case blanche b3 · Pion blanc sur case blanche g2 · Pion blanc sur case noire h2 · Tour blanche sur case noire a1 · Cavalier blanc sur case blanche b1 · Tour noire sur case noire c1 · Tour blanche sur case blanche d1 · Roi blanc sur case noire g1 | Roi noir sur case blanche e8 · Tour noire sur case noire h8 · Pion noir sur case noire a7 · Pion noir sur case blanche b7 · Pion noir sur case blanche f7 · Pion noir sur case noire g7 · Pion noir sur case blanche h7 · Dame noire sur case noire b6 · Pion noir sur case blanche e6 · Pion noir sur case blanche d5 · Pion blanc sur case noire e5 · Dame blanche sur case noire d4 · Pion blanc sur case noire f4 · Pion blanc sur case noire a3 · Pion blanc sur case blanche b3 · Pion blanc sur case blanche g2 · Pion blanc sur case noire h2 · Tour blanche sur case noire a1 · Cavalier blanc sur case blanche b1 · Tour noire sur case noire c1 · Tour blanche sur case blanche d1 · Roi blanc sur case noire g1 | 8 |
| 7 | Roi noir sur case blanche e8 · Tour noire sur case noire h8 · Pion noir sur case noire a7 · Pion noir sur case blanche b7 · Pion noir sur case blanche f7 · Pion noir sur case noire g7 · Pion noir sur case blanche h7 · Dame noire sur case noire b6 · Pion noir sur case blanche e6 · Pion noir sur case blanche d5 · Pion blanc sur case noire e5 · Dame blanche sur case noire d4 · Pion blanc sur case noire f4 · Pion blanc sur case noire a3 · Pion blanc sur case blanche b3 · Pion blanc sur case blanche g2 · Pion blanc sur case noire h2 · Tour blanche sur case noire a1 · Cavalier blanc sur case blanche b1 · Tour noire sur case noire c1 · Tour blanche sur case blanche d1 · Roi blanc sur case noire g1 | Roi noir sur case blanche e8 · Tour noire sur case noire h8 · Pion noir sur case noire a7 · Pion noir sur case blanche b7 · Pion noir sur case blanche f7 · Pion noir sur case noire g7 · Pion noir sur case blanche h7 · Dame noire sur case noire b6 · Pion noir sur case blanche e6 · Pion noir sur case blanche d5 · Pion blanc sur case noire e5 · Dame blanche sur case noire d4 · Pion blanc sur case noire f4 · Pion blanc sur case noire a3 · Pion blanc sur case blanche b3 · Pion blanc sur case blanche g2 · Pion blanc sur case noire h2 · Tour blanche sur case noire a1 · Cavalier blanc sur case blanche b1 · Tour noire sur case noire c1 · Tour blanche sur case blanche d1 · Roi blanc sur case noire g1 | Roi noir sur case blanche e8 · Tour noire sur case noire h8 · Pion noir sur case noire a7 · Pion noir sur case blanche b7 · Pion noir sur case blanche f7 · Pion noir sur case noire g7 · Pion noir sur case blanche h7 · Dame noire sur case noire b6 · Pion noir sur case blanche e6 · Pion noir sur case blanche d5 · Pion blanc sur case noire e5 · Dame blanche sur case noire d4 · Pion blanc sur case noire f4 · Pion blanc sur case noire a3 · Pion blanc sur case blanche b3 · Pion blanc sur case blanche g2 · Pion blanc sur case noire h2 · Tour blanche sur case noire a1 · Cavalier blanc sur case blanche b1 · Tour noire sur case noire c1 · Tour blanche sur case blanche d1 · Roi blanc sur case noire g1 | Roi noir sur case blanche e8 · Tour noire sur case noire h8 · Pion noir sur case noire a7 · Pion noir sur case blanche b7 · Pion noir sur case blanche f7 · Pion noir sur case noire g7 · Pion noir sur case blanche h7 · Dame noire sur case noire b6 · Pion noir sur case blanche e6 · Pion noir sur case blanche d5 · Pion blanc sur case noire e5 · Dame blanche sur case noire d4 · Pion blanc sur case noire f4 · Pion blanc sur case noire a3 · Pion blanc sur case blanche b3 · Pion blanc sur case blanche g2 · Pion blanc sur case noire h2 · Tour blanche sur case noire a1 · Cavalier blanc sur case blanche b1 · Tour noire sur case noire c1 · Tour blanche sur case blanche d1 · Roi blanc sur case noire g1 | Roi noir sur case blanche e8 · Tour noire sur case noire h8 · Pion noir sur case noire a7 · Pion noir sur case blanche b7 · Pion noir sur case blanche f7 · Pion noir sur case noire g7 · Pion noir sur case blanche h7 · Dame noire sur case noire b6 · Pion noir sur case blanche e6 · Pion noir sur case blanche d5 · Pion blanc sur case noire e5 · Dame blanche sur case noire d4 · Pion blanc sur case noire f4 · Pion blanc sur case noire a3 · Pion blanc sur case blanche b3 · Pion blanc sur case blanche g2 · Pion blanc sur case noire h2 · Tour blanche sur case noire a1 · Cavalier blanc sur case blanche b1 · Tour noire sur case noire c1 · Tour blanche sur case blanche d1 · Roi blanc sur case noire g1 | Roi noir sur case blanche e8 · Tour noire sur case noire h8 · Pion noir sur case noire a7 · Pion noir sur case blanche b7 · Pion noir sur case blanche f7 · Pion noir sur case noire g7 · Pion noir sur case blanche h7 · Dame noire sur case noire b6 · Pion noir sur case blanche e6 · Pion noir sur case blanche d5 · Pion blanc sur case noire e5 · Dame blanche sur case noire d4 · Pion blanc sur case noire f4 · Pion blanc sur case noire a3 · Pion blanc sur case blanche b3 · Pion blanc sur case blanche g2 · Pion blanc sur case noire h2 · Tour blanche sur case noire a1 · Cavalier blanc sur case blanche b1 · Tour noire sur case noire c1 · Tour blanche sur case blanche d1 · Roi blanc sur case noire g1 | Roi noir sur case blanche e8 · Tour noire sur case noire h8 · Pion noir sur case noire a7 · Pion noir sur case blanche b7 · Pion noir sur case blanche f7 · Pion noir sur case noire g7 · Pion noir sur case blanche h7 · Dame noire sur case noire b6 · Pion noir sur case blanche e6 · Pion noir sur case blanche d5 · Pion blanc sur case noire e5 · Dame blanche sur case noire d4 · Pion blanc sur case noire f4 · Pion blanc sur case noire a3 · Pion blanc sur case blanche b3 · Pion blanc sur case blanche g2 · Pion blanc sur case noire h2 · Tour blanche sur case noire a1 · Cavalier blanc sur case blanche b1 · Tour noire sur case noire c1 · Tour blanche sur case blanche d1 · Roi blanc sur case noire g1 | Roi noir sur case blanche e8 · Tour noire sur case noire h8 · Pion noir sur case noire a7 · Pion noir sur case blanche b7 · Pion noir sur case blanche f7 · Pion noir sur case noire g7 · Pion noir sur case blanche h7 · Dame noire sur case noire b6 · Pion noir sur case blanche e6 · Pion noir sur case blanche d5 · Pion blanc sur case noire e5 · Dame blanche sur case noire d4 · Pion blanc sur case noire f4 · Pion blanc sur case noire a3 · Pion blanc sur case blanche b3 · Pion blanc sur case blanche g2 · Pion blanc sur case noire h2 · Tour blanche sur case noire a1 · Cavalier blanc sur case blanche b1 · Tour noire sur case noire c1 · Tour blanche sur case blanche d1 · Roi blanc sur case noire g1 | 7 |
| 6 | Roi noir sur case blanche e8 · Tour noire sur case noire h8 · Pion noir sur case noire a7 · Pion noir sur case blanche b7 · Pion noir sur case blanche f7 · Pion noir sur case noire g7 · Pion noir sur case blanche h7 · Dame noire sur case noire b6 · Pion noir sur case blanche e6 · Pion noir sur case blanche d5 · Pion blanc sur case noire e5 · Dame blanche sur case noire d4 · Pion blanc sur case noire f4 · Pion blanc sur case noire a3 · Pion blanc sur case blanche b3 · Pion blanc sur case blanche g2 · Pion blanc sur case noire h2 · Tour blanche sur case noire a1 · Cavalier blanc sur case blanche b1 · Tour noire sur case noire c1 · Tour blanche sur case blanche d1 · Roi blanc sur case noire g1 | Roi noir sur case blanche e8 · Tour noire sur case noire h8 · Pion noir sur case noire a7 · Pion noir sur case blanche b7 · Pion noir sur case blanche f7 · Pion noir sur case noire g7 · Pion noir sur case blanche h7 · Dame noire sur case noire b6 · Pion noir sur case blanche e6 · Pion noir sur case blanche d5 · Pion blanc sur case noire e5 · Dame blanche sur case noire d4 · Pion blanc sur case noire f4 · Pion blanc sur case noire a3 · Pion blanc sur case blanche b3 · Pion blanc sur case blanche g2 · Pion blanc sur case noire h2 · Tour blanche sur case noire a1 · Cavalier blanc sur case blanche b1 · Tour noire sur case noire c1 · Tour blanche sur case blanche d1 · Roi blanc sur case noire g1 | Roi noir sur case blanche e8 · Tour noire sur case noire h8 · Pion noir sur case noire a7 · Pion noir sur case blanche b7 · Pion noir sur case blanche f7 · Pion noir sur case noire g7 · Pion noir sur case blanche h7 · Dame noire sur case noire b6 · Pion noir sur case blanche e6 · Pion noir sur case blanche d5 · Pion blanc sur case noire e5 · Dame blanche sur case noire d4 · Pion blanc sur case noire f4 · Pion blanc sur case noire a3 · Pion blanc sur case blanche b3 · Pion blanc sur case blanche g2 · Pion blanc sur case noire h2 · Tour blanche sur case noire a1 · Cavalier blanc sur case blanche b1 · Tour noire sur case noire c1 · Tour blanche sur case blanche d1 · Roi blanc sur case noire g1 | Roi noir sur case blanche e8 · Tour noire sur case noire h8 · Pion noir sur case noire a7 · Pion noir sur case blanche b7 · Pion noir sur case blanche f7 · Pion noir sur case noire g7 · Pion noir sur case blanche h7 · Dame noire sur case noire b6 · Pion noir sur case blanche e6 · Pion noir sur case blanche d5 · Pion blanc sur case noire e5 · Dame blanche sur case noire d4 · Pion blanc sur case noire f4 · Pion blanc sur case noire a3 · Pion blanc sur case blanche b3 · Pion blanc sur case blanche g2 · Pion blanc sur case noire h2 · Tour blanche sur case noire a1 · Cavalier blanc sur case blanche b1 · Tour noire sur case noire c1 · Tour blanche sur case blanche d1 · Roi blanc sur case noire g1 | Roi noir sur case blanche e8 · Tour noire sur case noire h8 · Pion noir sur case noire a7 · Pion noir sur case blanche b7 · Pion noir sur case blanche f7 · Pion noir sur case noire g7 · Pion noir sur case blanche h7 · Dame noire sur case noire b6 · Pion noir sur case blanche e6 · Pion noir sur case blanche d5 · Pion blanc sur case noire e5 · Dame blanche sur case noire d4 · Pion blanc sur case noire f4 · Pion blanc sur case noire a3 · Pion blanc sur case blanche b3 · Pion blanc sur case blanche g2 · Pion blanc sur case noire h2 · Tour blanche sur case noire a1 · Cavalier blanc sur case blanche b1 · Tour noire sur case noire c1 · Tour blanche sur case blanche d1 · Roi blanc sur case noire g1 | Roi noir sur case blanche e8 · Tour noire sur case noire h8 · Pion noir sur case noire a7 · Pion noir sur case blanche b7 · Pion noir sur case blanche f7 · Pion noir sur case noire g7 · Pion noir sur case blanche h7 · Dame noire sur case noire b6 · Pion noir sur case blanche e6 · Pion noir sur case blanche d5 · Pion blanc sur case noire e5 · Dame blanche sur case noire d4 · Pion blanc sur case noire f4 · Pion blanc sur case noire a3 · Pion blanc sur case blanche b3 · Pion blanc sur case blanche g2 · Pion blanc sur case noire h2 · Tour blanche sur case noire a1 · Cavalier blanc sur case blanche b1 · Tour noire sur case noire c1 · Tour blanche sur case blanche d1 · Roi blanc sur case noire g1 | Roi noir sur case blanche e8 · Tour noire sur case noire h8 · Pion noir sur case noire a7 · Pion noir sur case blanche b7 · Pion noir sur case blanche f7 · Pion noir sur case noire g7 · Pion noir sur case blanche h7 · Dame noire sur case noire b6 · Pion noir sur case blanche e6 · Pion noir sur case blanche d5 · Pion blanc sur case noire e5 · Dame blanche sur case noire d4 · Pion blanc sur case noire f4 · Pion blanc sur case noire a3 · Pion blanc sur case blanche b3 · Pion blanc sur case blanche g2 · Pion blanc sur case noire h2 · Tour blanche sur case noire a1 · Cavalier blanc sur case blanche b1 · Tour noire sur case noire c1 · Tour blanche sur case blanche d1 · Roi blanc sur case noire g1 | Roi noir sur case blanche e8 · Tour noire sur case noire h8 · Pion noir sur case noire a7 · Pion noir sur case blanche b7 · Pion noir sur case blanche f7 · Pion noir sur case noire g7 · Pion noir sur case blanche h7 · Dame noire sur case noire b6 · Pion noir sur case blanche e6 · Pion noir sur case blanche d5 · Pion blanc sur case noire e5 · Dame blanche sur case noire d4 · Pion blanc sur case noire f4 · Pion blanc sur case noire a3 · Pion blanc sur case blanche b3 · Pion blanc sur case blanche g2 · Pion blanc sur case noire h2 · Tour blanche sur case noire a1 · Cavalier blanc sur case blanche b1 · Tour noire sur case noire c1 · Tour blanche sur case blanche d1 · Roi blanc sur case noire g1 | 6 |
| 5 | Roi noir sur case blanche e8 · Tour noire sur case noire h8 · Pion noir sur case noire a7 · Pion noir sur case blanche b7 · Pion noir sur case blanche f7 · Pion noir sur case noire g7 · Pion noir sur case blanche h7 · Dame noire sur case noire b6 · Pion noir sur case blanche e6 · Pion noir sur case blanche d5 · Pion blanc sur case noire e5 · Dame blanche sur case noire d4 · Pion blanc sur case noire f4 · Pion blanc sur case noire a3 · Pion blanc sur case blanche b3 · Pion blanc sur case blanche g2 · Pion blanc sur case noire h2 · Tour blanche sur case noire a1 · Cavalier blanc sur case blanche b1 · Tour noire sur case noire c1 · Tour blanche sur case blanche d1 · Roi blanc sur case noire g1 | Roi noir sur case blanche e8 · Tour noire sur case noire h8 · Pion noir sur case noire a7 · Pion noir sur case blanche b7 · Pion noir sur case blanche f7 · Pion noir sur case noire g7 · Pion noir sur case blanche h7 · Dame noire sur case noire b6 · Pion noir sur case blanche e6 · Pion noir sur case blanche d5 · Pion blanc sur case noire e5 · Dame blanche sur case noire d4 · Pion blanc sur case noire f4 · Pion blanc sur case noire a3 · Pion blanc sur case blanche b3 · Pion blanc sur case blanche g2 · Pion blanc sur case noire h2 · Tour blanche sur case noire a1 · Cavalier blanc sur case blanche b1 · Tour noire sur case noire c1 · Tour blanche sur case blanche d1 · Roi blanc sur case noire g1 | Roi noir sur case blanche e8 · Tour noire sur case noire h8 · Pion noir sur case noire a7 · Pion noir sur case blanche b7 · Pion noir sur case blanche f7 · Pion noir sur case noire g7 · Pion noir sur case blanche h7 · Dame noire sur case noire b6 · Pion noir sur case blanche e6 · Pion noir sur case blanche d5 · Pion blanc sur case noire e5 · Dame blanche sur case noire d4 · Pion blanc sur case noire f4 · Pion blanc sur case noire a3 · Pion blanc sur case blanche b3 · Pion blanc sur case blanche g2 · Pion blanc sur case noire h2 · Tour blanche sur case noire a1 · Cavalier blanc sur case blanche b1 · Tour noire sur case noire c1 · Tour blanche sur case blanche d1 · Roi blanc sur case noire g1 | Roi noir sur case blanche e8 · Tour noire sur case noire h8 · Pion noir sur case noire a7 · Pion noir sur case blanche b7 · Pion noir sur case blanche f7 · Pion noir sur case noire g7 · Pion noir sur case blanche h7 · Dame noire sur case noire b6 · Pion noir sur case blanche e6 · Pion noir sur case blanche d5 · Pion blanc sur case noire e5 · Dame blanche sur case noire d4 · Pion blanc sur case noire f4 · Pion blanc sur case noire a3 · Pion blanc sur case blanche b3 · Pion blanc sur case blanche g2 · Pion blanc sur case noire h2 · Tour blanche sur case noire a1 · Cavalier blanc sur case blanche b1 · Tour noire sur case noire c1 · Tour blanche sur case blanche d1 · Roi blanc sur case noire g1 | Roi noir sur case blanche e8 · Tour noire sur case noire h8 · Pion noir sur case noire a7 · Pion noir sur case blanche b7 · Pion noir sur case blanche f7 · Pion noir sur case noire g7 · Pion noir sur case blanche h7 · Dame noire sur case noire b6 · Pion noir sur case blanche e6 · Pion noir sur case blanche d5 · Pion blanc sur case noire e5 · Dame blanche sur case noire d4 · Pion blanc sur case noire f4 · Pion blanc sur case noire a3 · Pion blanc sur case blanche b3 · Pion blanc sur case blanche g2 · Pion blanc sur case noire h2 · Tour blanche sur case noire a1 · Cavalier blanc sur case blanche b1 · Tour noire sur case noire c1 · Tour blanche sur case blanche d1 · Roi blanc sur case noire g1 | Roi noir sur case blanche e8 · Tour noire sur case noire h8 · Pion noir sur case noire a7 · Pion noir sur case blanche b7 · Pion noir sur case blanche f7 · Pion noir sur case noire g7 · Pion noir sur case blanche h7 · Dame noire sur case noire b6 · Pion noir sur case blanche e6 · Pion noir sur case blanche d5 · Pion blanc sur case noire e5 · Dame blanche sur case noire d4 · Pion blanc sur case noire f4 · Pion blanc sur case noire a3 · Pion blanc sur case blanche b3 · Pion blanc sur case blanche g2 · Pion blanc sur case noire h2 · Tour blanche sur case noire a1 · Cavalier blanc sur case blanche b1 · Tour noire sur case noire c1 · Tour blanche sur case blanche d1 · Roi blanc sur case noire g1 | Roi noir sur case blanche e8 · Tour noire sur case noire h8 · Pion noir sur case noire a7 · Pion noir sur case blanche b7 · Pion noir sur case blanche f7 · Pion noir sur case noire g7 · Pion noir sur case blanche h7 · Dame noire sur case noire b6 · Pion noir sur case blanche e6 · Pion noir sur case blanche d5 · Pion blanc sur case noire e5 · Dame blanche sur case noire d4 · Pion blanc sur case noire f4 · Pion blanc sur case noire a3 · Pion blanc sur case blanche b3 · Pion blanc sur case blanche g2 · Pion blanc sur case noire h2 · Tour blanche sur case noire a1 · Cavalier blanc sur case blanche b1 · Tour noire sur case noire c1 · Tour blanche sur case blanche d1 · Roi blanc sur case noire g1 | Roi noir sur case blanche e8 · Tour noire sur case noire h8 · Pion noir sur case noire a7 · Pion noir sur case blanche b7 · Pion noir sur case blanche f7 · Pion noir sur case noire g7 · Pion noir sur case blanche h7 · Dame noire sur case noire b6 · Pion noir sur case blanche e6 · Pion noir sur case blanche d5 · Pion blanc sur case noire e5 · Dame blanche sur case noire d4 · Pion blanc sur case noire f4 · Pion blanc sur case noire a3 · Pion blanc sur case blanche b3 · Pion blanc sur case blanche g2 · Pion blanc sur case noire h2 · Tour blanche sur case noire a1 · Cavalier blanc sur case blanche b1 · Tour noire sur case noire c1 · Tour blanche sur case blanche d1 · Roi blanc sur case noire g1 | 5 |
| 4 | Roi noir sur case blanche e8 · Tour noire sur case noire h8 · Pion noir sur case noire a7 · Pion noir sur case blanche b7 · Pion noir sur case blanche f7 · Pion noir sur case noire g7 · Pion noir sur case blanche h7 · Dame noire sur case noire b6 · Pion noir sur case blanche e6 · Pion noir sur case blanche d5 · Pion blanc sur case noire e5 · Dame blanche sur case noire d4 · Pion blanc sur case noire f4 · Pion blanc sur case noire a3 · Pion blanc sur case blanche b3 · Pion blanc sur case blanche g2 · Pion blanc sur case noire h2 · Tour blanche sur case noire a1 · Cavalier blanc sur case blanche b1 · Tour noire sur case noire c1 · Tour blanche sur case blanche d1 · Roi blanc sur case noire g1 | Roi noir sur case blanche e8 · Tour noire sur case noire h8 · Pion noir sur case noire a7 · Pion noir sur case blanche b7 · Pion noir sur case blanche f7 · Pion noir sur case noire g7 · Pion noir sur case blanche h7 · Dame noire sur case noire b6 · Pion noir sur case blanche e6 · Pion noir sur case blanche d5 · Pion blanc sur case noire e5 · Dame blanche sur case noire d4 · Pion blanc sur case noire f4 · Pion blanc sur case noire a3 · Pion blanc sur case blanche b3 · Pion blanc sur case blanche g2 · Pion blanc sur case noire h2 · Tour blanche sur case noire a1 · Cavalier blanc sur case blanche b1 · Tour noire sur case noire c1 · Tour blanche sur case blanche d1 · Roi blanc sur case noire g1 | Roi noir sur case blanche e8 · Tour noire sur case noire h8 · Pion noir sur case noire a7 · Pion noir sur case blanche b7 · Pion noir sur case blanche f7 · Pion noir sur case noire g7 · Pion noir sur case blanche h7 · Dame noire sur case noire b6 · Pion noir sur case blanche e6 · Pion noir sur case blanche d5 · Pion blanc sur case noire e5 · Dame blanche sur case noire d4 · Pion blanc sur case noire f4 · Pion blanc sur case noire a3 · Pion blanc sur case blanche b3 · Pion blanc sur case blanche g2 · Pion blanc sur case noire h2 · Tour blanche sur case noire a1 · Cavalier blanc sur case blanche b1 · Tour noire sur case noire c1 · Tour blanche sur case blanche d1 · Roi blanc sur case noire g1 | Roi noir sur case blanche e8 · Tour noire sur case noire h8 · Pion noir sur case noire a7 · Pion noir sur case blanche b7 · Pion noir sur case blanche f7 · Pion noir sur case noire g7 · Pion noir sur case blanche h7 · Dame noire sur case noire b6 · Pion noir sur case blanche e6 · Pion noir sur case blanche d5 · Pion blanc sur case noire e5 · Dame blanche sur case noire d4 · Pion blanc sur case noire f4 · Pion blanc sur case noire a3 · Pion blanc sur case blanche b3 · Pion blanc sur case blanche g2 · Pion blanc sur case noire h2 · Tour blanche sur case noire a1 · Cavalier blanc sur case blanche b1 · Tour noire sur case noire c1 · Tour blanche sur case blanche d1 · Roi blanc sur case noire g1 | Roi noir sur case blanche e8 · Tour noire sur case noire h8 · Pion noir sur case noire a7 · Pion noir sur case blanche b7 · Pion noir sur case blanche f7 · Pion noir sur case noire g7 · Pion noir sur case blanche h7 · Dame noire sur case noire b6 · Pion noir sur case blanche e6 · Pion noir sur case blanche d5 · Pion blanc sur case noire e5 · Dame blanche sur case noire d4 · Pion blanc sur case noire f4 · Pion blanc sur case noire a3 · Pion blanc sur case blanche b3 · Pion blanc sur case blanche g2 · Pion blanc sur case noire h2 · Tour blanche sur case noire a1 · Cavalier blanc sur case blanche b1 · Tour noire sur case noire c1 · Tour blanche sur case blanche d1 · Roi blanc sur case noire g1 | Roi noir sur case blanche e8 · Tour noire sur case noire h8 · Pion noir sur case noire a7 · Pion noir sur case blanche b7 · Pion noir sur case blanche f7 · Pion noir sur case noire g7 · Pion noir sur case blanche h7 · Dame noire sur case noire b6 · Pion noir sur case blanche e6 · Pion noir sur case blanche d5 · Pion blanc sur case noire e5 · Dame blanche sur case noire d4 · Pion blanc sur case noire f4 · Pion blanc sur case noire a3 · Pion blanc sur case blanche b3 · Pion blanc sur case blanche g2 · Pion blanc sur case noire h2 · Tour blanche sur case noire a1 · Cavalier blanc sur case blanche b1 · Tour noire sur case noire c1 · Tour blanche sur case blanche d1 · Roi blanc sur case noire g1 | Roi noir sur case blanche e8 · Tour noire sur case noire h8 · Pion noir sur case noire a7 · Pion noir sur case blanche b7 · Pion noir sur case blanche f7 · Pion noir sur case noire g7 · Pion noir sur case blanche h7 · Dame noire sur case noire b6 · Pion noir sur case blanche e6 · Pion noir sur case blanche d5 · Pion blanc sur case noire e5 · Dame blanche sur case noire d4 · Pion blanc sur case noire f4 · Pion blanc sur case noire a3 · Pion blanc sur case blanche b3 · Pion blanc sur case blanche g2 · Pion blanc sur case noire h2 · Tour blanche sur case noire a1 · Cavalier blanc sur case blanche b1 · Tour noire sur case noire c1 · Tour blanche sur case blanche d1 · Roi blanc sur case noire g1 | Roi noir sur case blanche e8 · Tour noire sur case noire h8 · Pion noir sur case noire a7 · Pion noir sur case blanche b7 · Pion noir sur case blanche f7 · Pion noir sur case noire g7 · Pion noir sur case blanche h7 · Dame noire sur case noire b6 · Pion noir sur case blanche e6 · Pion noir sur case blanche d5 · Pion blanc sur case noire e5 · Dame blanche sur case noire d4 · Pion blanc sur case noire f4 · Pion blanc sur case noire a3 · Pion blanc sur case blanche b3 · Pion blanc sur case blanche g2 · Pion blanc sur case noire h2 · Tour blanche sur case noire a1 · Cavalier blanc sur case blanche b1 · Tour noire sur case noire c1 · Tour blanche sur case blanche d1 · Roi blanc sur case noire g1 | 4 |
| 3 | Roi noir sur case blanche e8 · Tour noire sur case noire h8 · Pion noir sur case noire a7 · Pion noir sur case blanche b7 · Pion noir sur case blanche f7 · Pion noir sur case noire g7 · Pion noir sur case blanche h7 · Dame noire sur case noire b6 · Pion noir sur case blanche e6 · Pion noir sur case blanche d5 · Pion blanc sur case noire e5 · Dame blanche sur case noire d4 · Pion blanc sur case noire f4 · Pion blanc sur case noire a3 · Pion blanc sur case blanche b3 · Pion blanc sur case blanche g2 · Pion blanc sur case noire h2 · Tour blanche sur case noire a1 · Cavalier blanc sur case blanche b1 · Tour noire sur case noire c1 · Tour blanche sur case blanche d1 · Roi blanc sur case noire g1 | Roi noir sur case blanche e8 · Tour noire sur case noire h8 · Pion noir sur case noire a7 · Pion noir sur case blanche b7 · Pion noir sur case blanche f7 · Pion noir sur case noire g7 · Pion noir sur case blanche h7 · Dame noire sur case noire b6 · Pion noir sur case blanche e6 · Pion noir sur case blanche d5 · Pion blanc sur case noire e5 · Dame blanche sur case noire d4 · Pion blanc sur case noire f4 · Pion blanc sur case noire a3 · Pion blanc sur case blanche b3 · Pion blanc sur case blanche g2 · Pion blanc sur case noire h2 · Tour blanche sur case noire a1 · Cavalier blanc sur case blanche b1 · Tour noire sur case noire c1 · Tour blanche sur case blanche d1 · Roi blanc sur case noire g1 | Roi noir sur case blanche e8 · Tour noire sur case noire h8 · Pion noir sur case noire a7 · Pion noir sur case blanche b7 · Pion noir sur case blanche f7 · Pion noir sur case noire g7 · Pion noir sur case blanche h7 · Dame noire sur case noire b6 · Pion noir sur case blanche e6 · Pion noir sur case blanche d5 · Pion blanc sur case noire e5 · Dame blanche sur case noire d4 · Pion blanc sur case noire f4 · Pion blanc sur case noire a3 · Pion blanc sur case blanche b3 · Pion blanc sur case blanche g2 · Pion blanc sur case noire h2 · Tour blanche sur case noire a1 · Cavalier blanc sur case blanche b1 · Tour noire sur case noire c1 · Tour blanche sur case blanche d1 · Roi blanc sur case noire g1 | Roi noir sur case blanche e8 · Tour noire sur case noire h8 · Pion noir sur case noire a7 · Pion noir sur case blanche b7 · Pion noir sur case blanche f7 · Pion noir sur case noire g7 · Pion noir sur case blanche h7 · Dame noire sur case noire b6 · Pion noir sur case blanche e6 · Pion noir sur case blanche d5 · Pion blanc sur case noire e5 · Dame blanche sur case noire d4 · Pion blanc sur case noire f4 · Pion blanc sur case noire a3 · Pion blanc sur case blanche b3 · Pion blanc sur case blanche g2 · Pion blanc sur case noire h2 · Tour blanche sur case noire a1 · Cavalier blanc sur case blanche b1 · Tour noire sur case noire c1 · Tour blanche sur case blanche d1 · Roi blanc sur case noire g1 | Roi noir sur case blanche e8 · Tour noire sur case noire h8 · Pion noir sur case noire a7 · Pion noir sur case blanche b7 · Pion noir sur case blanche f7 · Pion noir sur case noire g7 · Pion noir sur case blanche h7 · Dame noire sur case noire b6 · Pion noir sur case blanche e6 · Pion noir sur case blanche d5 · Pion blanc sur case noire e5 · Dame blanche sur case noire d4 · Pion blanc sur case noire f4 · Pion blanc sur case noire a3 · Pion blanc sur case blanche b3 · Pion blanc sur case blanche g2 · Pion blanc sur case noire h2 · Tour blanche sur case noire a1 · Cavalier blanc sur case blanche b1 · Tour noire sur case noire c1 · Tour blanche sur case blanche d1 · Roi blanc sur case noire g1 | Roi noir sur case blanche e8 · Tour noire sur case noire h8 · Pion noir sur case noire a7 · Pion noir sur case blanche b7 · Pion noir sur case blanche f7 · Pion noir sur case noire g7 · Pion noir sur case blanche h7 · Dame noire sur case noire b6 · Pion noir sur case blanche e6 · Pion noir sur case blanche d5 · Pion blanc sur case noire e5 · Dame blanche sur case noire d4 · Pion blanc sur case noire f4 · Pion blanc sur case noire a3 · Pion blanc sur case blanche b3 · Pion blanc sur case blanche g2 · Pion blanc sur case noire h2 · Tour blanche sur case noire a1 · Cavalier blanc sur case blanche b1 · Tour noire sur case noire c1 · Tour blanche sur case blanche d1 · Roi blanc sur case noire g1 | Roi noir sur case blanche e8 · Tour noire sur case noire h8 · Pion noir sur case noire a7 · Pion noir sur case blanche b7 · Pion noir sur case blanche f7 · Pion noir sur case noire g7 · Pion noir sur case blanche h7 · Dame noire sur case noire b6 · Pion noir sur case blanche e6 · Pion noir sur case blanche d5 · Pion blanc sur case noire e5 · Dame blanche sur case noire d4 · Pion blanc sur case noire f4 · Pion blanc sur case noire a3 · Pion blanc sur case blanche b3 · Pion blanc sur case blanche g2 · Pion blanc sur case noire h2 · Tour blanche sur case noire a1 · Cavalier blanc sur case blanche b1 · Tour noire sur case noire c1 · Tour blanche sur case blanche d1 · Roi blanc sur case noire g1 | Roi noir sur case blanche e8 · Tour noire sur case noire h8 · Pion noir sur case noire a7 · Pion noir sur case blanche b7 · Pion noir sur case blanche f7 · Pion noir sur case noire g7 · Pion noir sur case blanche h7 · Dame noire sur case noire b6 · Pion noir sur case blanche e6 · Pion noir sur case blanche d5 · Pion blanc sur case noire e5 · Dame blanche sur case noire d4 · Pion blanc sur case noire f4 · Pion blanc sur case noire a3 · Pion blanc sur case blanche b3 · Pion blanc sur case blanche g2 · Pion blanc sur case noire h2 · Tour blanche sur case noire a1 · Cavalier blanc sur case blanche b1 · Tour noire sur case noire c1 · Tour blanche sur case blanche d1 · Roi blanc sur case noire g1 | 3 |
| 2 | Roi noir sur case blanche e8 · Tour noire sur case noire h8 · Pion noir sur case noire a7 · Pion noir sur case blanche b7 · Pion noir sur case blanche f7 · Pion noir sur case noire g7 · Pion noir sur case blanche h7 · Dame noire sur case noire b6 · Pion noir sur case blanche e6 · Pion noir sur case blanche d5 · Pion blanc sur case noire e5 · Dame blanche sur case noire d4 · Pion blanc sur case noire f4 · Pion blanc sur case noire a3 · Pion blanc sur case blanche b3 · Pion blanc sur case blanche g2 · Pion blanc sur case noire h2 · Tour blanche sur case noire a1 · Cavalier blanc sur case blanche b1 · Tour noire sur case noire c1 · Tour blanche sur case blanche d1 · Roi blanc sur case noire g1 | Roi noir sur case blanche e8 · Tour noire sur case noire h8 · Pion noir sur case noire a7 · Pion noir sur case blanche b7 · Pion noir sur case blanche f7 · Pion noir sur case noire g7 · Pion noir sur case blanche h7 · Dame noire sur case noire b6 · Pion noir sur case blanche e6 · Pion noir sur case blanche d5 · Pion blanc sur case noire e5 · Dame blanche sur case noire d4 · Pion blanc sur case noire f4 · Pion blanc sur case noire a3 · Pion blanc sur case blanche b3 · Pion blanc sur case blanche g2 · Pion blanc sur case noire h2 · Tour blanche sur case noire a1 · Cavalier blanc sur case blanche b1 · Tour noire sur case noire c1 · Tour blanche sur case blanche d1 · Roi blanc sur case noire g1 | Roi noir sur case blanche e8 · Tour noire sur case noire h8 · Pion noir sur case noire a7 · Pion noir sur case blanche b7 · Pion noir sur case blanche f7 · Pion noir sur case noire g7 · Pion noir sur case blanche h7 · Dame noire sur case noire b6 · Pion noir sur case blanche e6 · Pion noir sur case blanche d5 · Pion blanc sur case noire e5 · Dame blanche sur case noire d4 · Pion blanc sur case noire f4 · Pion blanc sur case noire a3 · Pion blanc sur case blanche b3 · Pion blanc sur case blanche g2 · Pion blanc sur case noire h2 · Tour blanche sur case noire a1 · Cavalier blanc sur case blanche b1 · Tour noire sur case noire c1 · Tour blanche sur case blanche d1 · Roi blanc sur case noire g1 | Roi noir sur case blanche e8 · Tour noire sur case noire h8 · Pion noir sur case noire a7 · Pion noir sur case blanche b7 · Pion noir sur case blanche f7 · Pion noir sur case noire g7 · Pion noir sur case blanche h7 · Dame noire sur case noire b6 · Pion noir sur case blanche e6 · Pion noir sur case blanche d5 · Pion blanc sur case noire e5 · Dame blanche sur case noire d4 · Pion blanc sur case noire f4 · Pion blanc sur case noire a3 · Pion blanc sur case blanche b3 · Pion blanc sur case blanche g2 · Pion blanc sur case noire h2 · Tour blanche sur case noire a1 · Cavalier blanc sur case blanche b1 · Tour noire sur case noire c1 · Tour blanche sur case blanche d1 · Roi blanc sur case noire g1 | Roi noir sur case blanche e8 · Tour noire sur case noire h8 · Pion noir sur case noire a7 · Pion noir sur case blanche b7 · Pion noir sur case blanche f7 · Pion noir sur case noire g7 · Pion noir sur case blanche h7 · Dame noire sur case noire b6 · Pion noir sur case blanche e6 · Pion noir sur case blanche d5 · Pion blanc sur case noire e5 · Dame blanche sur case noire d4 · Pion blanc sur case noire f4 · Pion blanc sur case noire a3 · Pion blanc sur case blanche b3 · Pion blanc sur case blanche g2 · Pion blanc sur case noire h2 · Tour blanche sur case noire a1 · Cavalier blanc sur case blanche b1 · Tour noire sur case noire c1 · Tour blanche sur case blanche d1 · Roi blanc sur case noire g1 | Roi noir sur case blanche e8 · Tour noire sur case noire h8 · Pion noir sur case noire a7 · Pion noir sur case blanche b7 · Pion noir sur case blanche f7 · Pion noir sur case noire g7 · Pion noir sur case blanche h7 · Dame noire sur case noire b6 · Pion noir sur case blanche e6 · Pion noir sur case blanche d5 · Pion blanc sur case noire e5 · Dame blanche sur case noire d4 · Pion blanc sur case noire f4 · Pion blanc sur case noire a3 · Pion blanc sur case blanche b3 · Pion blanc sur case blanche g2 · Pion blanc sur case noire h2 · Tour blanche sur case noire a1 · Cavalier blanc sur case blanche b1 · Tour noire sur case noire c1 · Tour blanche sur case blanche d1 · Roi blanc sur case noire g1 | Roi noir sur case blanche e8 · Tour noire sur case noire h8 · Pion noir sur case noire a7 · Pion noir sur case blanche b7 · Pion noir sur case blanche f7 · Pion noir sur case noire g7 · Pion noir sur case blanche h7 · Dame noire sur case noire b6 · Pion noir sur case blanche e6 · Pion noir sur case blanche d5 · Pion blanc sur case noire e5 · Dame blanche sur case noire d4 · Pion blanc sur case noire f4 · Pion blanc sur case noire a3 · Pion blanc sur case blanche b3 · Pion blanc sur case blanche g2 · Pion blanc sur case noire h2 · Tour blanche sur case noire a1 · Cavalier blanc sur case blanche b1 · Tour noire sur case noire c1 · Tour blanche sur case blanche d1 · Roi blanc sur case noire g1 | Roi noir sur case blanche e8 · Tour noire sur case noire h8 · Pion noir sur case noire a7 · Pion noir sur case blanche b7 · Pion noir sur case blanche f7 · Pion noir sur case noire g7 · Pion noir sur case blanche h7 · Dame noire sur case noire b6 · Pion noir sur case blanche e6 · Pion noir sur case blanche d5 · Pion blanc sur case noire e5 · Dame blanche sur case noire d4 · Pion blanc sur case noire f4 · Pion blanc sur case noire a3 · Pion blanc sur case blanche b3 · Pion blanc sur case blanche g2 · Pion blanc sur case noire h2 · Tour blanche sur case noire a1 · Cavalier blanc sur case blanche b1 · Tour noire sur case noire c1 · Tour blanche sur case blanche d1 · Roi blanc sur case noire g1 | 2 |
| 1 | Roi noir sur case blanche e8 · Tour noire sur case noire h8 · Pion noir sur case noire a7 · Pion noir sur case blanche b7 · Pion noir sur case blanche f7 · Pion noir sur case noire g7 · Pion noir sur case blanche h7 · Dame noire sur case noire b6 · Pion noir sur case blanche e6 · Pion noir sur case blanche d5 · Pion blanc sur case noire e5 · Dame blanche sur case noire d4 · Pion blanc sur case noire f4 · Pion blanc sur case noire a3 · Pion blanc sur case blanche b3 · Pion blanc sur case blanche g2 · Pion blanc sur case noire h2 · Tour blanche sur case noire a1 · Cavalier blanc sur case blanche b1 · Tour noire sur case noire c1 · Tour blanche sur case blanche d1 · Roi blanc sur case noire g1 | Roi noir sur case blanche e8 · Tour noire sur case noire h8 · Pion noir sur case noire a7 · Pion noir sur case blanche b7 · Pion noir sur case blanche f7 · Pion noir sur case noire g7 · Pion noir sur case blanche h7 · Dame noire sur case noire b6 · Pion noir sur case blanche e6 · Pion noir sur case blanche d5 · Pion blanc sur case noire e5 · Dame blanche sur case noire d4 · Pion blanc sur case noire f4 · Pion blanc sur case noire a3 · Pion blanc sur case blanche b3 · Pion blanc sur case blanche g2 · Pion blanc sur case noire h2 · Tour blanche sur case noire a1 · Cavalier blanc sur case blanche b1 · Tour noire sur case noire c1 · Tour blanche sur case blanche d1 · Roi blanc sur case noire g1 | Roi noir sur case blanche e8 · Tour noire sur case noire h8 · Pion noir sur case noire a7 · Pion noir sur case blanche b7 · Pion noir sur case blanche f7 · Pion noir sur case noire g7 · Pion noir sur case blanche h7 · Dame noire sur case noire b6 · Pion noir sur case blanche e6 · Pion noir sur case blanche d5 · Pion blanc sur case noire e5 · Dame blanche sur case noire d4 · Pion blanc sur case noire f4 · Pion blanc sur case noire a3 · Pion blanc sur case blanche b3 · Pion blanc sur case blanche g2 · Pion blanc sur case noire h2 · Tour blanche sur case noire a1 · Cavalier blanc sur case blanche b1 · Tour noire sur case noire c1 · Tour blanche sur case blanche d1 · Roi blanc sur case noire g1 | Roi noir sur case blanche e8 · Tour noire sur case noire h8 · Pion noir sur case noire a7 · Pion noir sur case blanche b7 · Pion noir sur case blanche f7 · Pion noir sur case noire g7 · Pion noir sur case blanche h7 · Dame noire sur case noire b6 · Pion noir sur case blanche e6 · Pion noir sur case blanche d5 · Pion blanc sur case noire e5 · Dame blanche sur case noire d4 · Pion blanc sur case noire f4 · Pion blanc sur case noire a3 · Pion blanc sur case blanche b3 · Pion blanc sur case blanche g2 · Pion blanc sur case noire h2 · Tour blanche sur case noire a1 · Cavalier blanc sur case blanche b1 · Tour noire sur case noire c1 · Tour blanche sur case blanche d1 · Roi blanc sur case noire g1 | Roi noir sur case blanche e8 · Tour noire sur case noire h8 · Pion noir sur case noire a7 · Pion noir sur case blanche b7 · Pion noir sur case blanche f7 · Pion noir sur case noire g7 · Pion noir sur case blanche h7 · Dame noire sur case noire b6 · Pion noir sur case blanche e6 · Pion noir sur case blanche d5 · Pion blanc sur case noire e5 · Dame blanche sur case noire d4 · Pion blanc sur case noire f4 · Pion blanc sur case noire a3 · Pion blanc sur case blanche b3 · Pion blanc sur case blanche g2 · Pion blanc sur case noire h2 · Tour blanche sur case noire a1 · Cavalier blanc sur case blanche b1 · Tour noire sur case noire c1 · Tour blanche sur case blanche d1 · Roi blanc sur case noire g1 | Roi noir sur case blanche e8 · Tour noire sur case noire h8 · Pion noir sur case noire a7 · Pion noir sur case blanche b7 · Pion noir sur case blanche f7 · Pion noir sur case noire g7 · Pion noir sur case blanche h7 · Dame noire sur case noire b6 · Pion noir sur case blanche e6 · Pion noir sur case blanche d5 · Pion blanc sur case noire e5 · Dame blanche sur case noire d4 · Pion blanc sur case noire f4 · Pion blanc sur case noire a3 · Pion blanc sur case blanche b3 · Pion blanc sur case blanche g2 · Pion blanc sur case noire h2 · Tour blanche sur case noire a1 · Cavalier blanc sur case blanche b1 · Tour noire sur case noire c1 · Tour blanche sur case blanche d1 · Roi blanc sur case noire g1 | Roi noir sur case blanche e8 · Tour noire sur case noire h8 · Pion noir sur case noire a7 · Pion noir sur case blanche b7 · Pion noir sur case blanche f7 · Pion noir sur case noire g7 · Pion noir sur case blanche h7 · Dame noire sur case noire b6 · Pion noir sur case blanche e6 · Pion noir sur case blanche d5 · Pion blanc sur case noire e5 · Dame blanche sur case noire d4 · Pion blanc sur case noire f4 · Pion blanc sur case noire a3 · Pion blanc sur case blanche b3 · Pion blanc sur case blanche g2 · Pion blanc sur case noire h2 · Tour blanche sur case noire a1 · Cavalier blanc sur case blanche b1 · Tour noire sur case noire c1 · Tour blanche sur case blanche d1 · Roi blanc sur case noire g1 | Roi noir sur case blanche e8 · Tour noire sur case noire h8 · Pion noir sur case noire a7 · Pion noir sur case blanche b7 · Pion noir sur case blanche f7 · Pion noir sur case noire g7 · Pion noir sur case blanche h7 · Dame noire sur case noire b6 · Pion noir sur case blanche e6 · Pion noir sur case blanche d5 · Pion blanc sur case noire e5 · Dame blanche sur case noire d4 · Pion blanc sur case noire f4 · Pion blanc sur case noire a3 · Pion blanc sur case blanche b3 · Pion blanc sur case blanche g2 · Pion blanc sur case noire h2 · Tour blanche sur case noire a1 · Cavalier blanc sur case blanche b1 · Tour noire sur case noire c1 · Tour blanche sur case blanche d1 · Roi blanc sur case noire g1 | 1 |
|   | a | b | c | d | e | f | g | h |   |

18. Rf2 Txd1 19. Dxb6 axb6 20. Re2 Tc1 21. Rd2 Tg1 22. g3 Rd7 23. a4 Tc8 24. b4 Tcc1   0-1 ,.
Lors du congrès, Kann disputa sept parties dans le groupe D du Hauptturnier (le tournoi des non maîtres) et obtint quatre points en sept parties, finissant troisième sur huit participants sans réussir à se qualifier pour la finale du Hauptturnier. Aucune de ses parties dans ce tournoi n'a été publiée.
L'Oxford Companion to chess mentionne que Kann et Horatio Caro ont conjointement analysé et publié leur analyse de l'une des ouvertures des échecs plus tard appelée la défense Caro-Kann (1.e4 c6) dans le magazine allemand Bruederschaft en 1886. Cependant, l'historien des échecs Edward Winter remarque que seules les analyses et les parties d'Horatio Caro apparaissent dans la revue, sans aucune mention de Kann.
Le magazine Deutsche Schachzeitung (1886, p.128) publia une courte nécrologie en avril 1886. Le nom de Kann associé à celui de Caro dans la défense Caro-Kann apparaît pour la première fois dans un article du Deutsche Schachzeitung de juillet 1890.